# Ливийско-швейцарские отношения
Ливийско-швейцарские отношения — двусторонние дипломатические отношения между Ливией и Швейцарией.
Швейцария поддерживала официальные отношения с Переходным национальным советом Ливии с 12 июня 2011 года, направив официального посланника в Бенгази, чтобы «активизировать свои политические отношения» и «заявить о своём намерении усилить там своё присутствие».
Швейцария прямо не признавала ПНС, однако заявляла, что «до создания законно избранного правительства Переходный совет в Бенгази является единственным законным партнёром Швейцарии в Ливии». Задолго до этого отношения Швейцарии с Каддафи были прерваны, а гуманитарная помощь координировалась с ПНС в течение четырёх месяцев. 22 августа, выступая на конференции в Люцерне, президент Швейцарии Мишлин Кальми-Ре подтвердила, что Швейцария не признала ПНС, поскольку политика швейцарского правительства заключается в признании государств, а не правительств, однако оно будет продолжать работать исключительно с ПНС до выборов нового правительства.
Исторически сложилось так, что в Триполи находилось посольство Швейцарии, в то время как Ливия имела посольство в Берне.  Швейцария поддерживала дружеские отношения с Ливией при Каддафи до 2000-х годов. Ливийские бизнесмены открыли банковские счета в Швейцарии, и торговля увеличилась. Ливия поставляла нефть в Швейцарию, несмотря на эмбарго 1982 года на ливийский бензин. В период с 2008 по 2010 год между Швейцарией и Ливийской Арабской Джамахирией возник дипломатический спор, возникший в результате ареста сына и невестки ливийского лидера Муаммара Каддафи, находившихся в Швейцарии.

## Дипломатический кризис 2008—2010
Отношения между государствами начали портиться в июле 2008 года, когда Швейцария арестовала Ганнибала Каддафи и его невесту за то, что они якобы избивали своих слуг в отеле. Двое были задержаны на два дня и отпущены.
Муаммар Каддафи принял ответные меры против Швейцарии, «закрыв местные дочерние предприятия швейцарских компаний Nestlé и ABB в Ливии, арестовав двух швейцарских бизнесменов за предполагаемые нарушения визового режима, отменив большинство коммерческих рейсов между двумя странами и сняв со своих счётов в швейцарском банке около 5 миллиардов долларов».
Чтобы попытаться ослабить напряжённость между странами и добиться освобождения двух швейцарских бизнесменов, президент Швейцарии Ханс-Рудольф Мерц отправился в Триполи в августе 2009 года, чтобы извиниться за аресты. Это подверглось критике со стороны швейцарской прессы и общественности, с многочисленными призывами к его отставке.

Предложение Каддафи о разделе Швейцарии, 2009 год

На 35-м саммите G8 Каддафи публично призвал к роспуску Швейцарии, разделив её территорию между Францией, Италией и Германией.
В августе 2009 года Ганнибал Каддафи заявил, что если бы у него было ядерное оружие, он «стёр бы Швейцарию с лица земли».
В феврале 2010 года Каддафи призвал к тотальному джихаду против Швейцарии в речи, произнесённой в Бенгази по случаю мавлида. Каддафи в отношении швейцарского запрета на строительство минаретов охарактеризовал Швейцарию как «неверную блудницу» ( كافرة فاجرة ) и отступника. Он призвал к «джихаду любыми средствами», определив джихад как «право на вооружённую борьбу», которое, по его словам, не должно считаться терроризмом.
18 сентября 2009 года ливийские власти перевезли двух швейцарских бизнесменов, Макса Гельди и Рашида Хамдани (последний имеет тунисско-швейцарское двойное гражданство) из посольства Швейцарии в Триполи в неизвестное место. В ответ на это 4 ноября Швейцария заявила, что приостанавливает действие соглашения о нормализации отношений с Ливией. Спустя 5 дней ливийское правительство вернуло мужчин посольству.
12 ноября 2009 года прокуратура Ливии обвинила бизнесменов в нарушении визового режима, уклонении от уплаты налогов и несоблюдении правил, регулирующих деятельность компаний, работающих в Ливии. 30 ноября ливийский суд приговорил каждого из них к 16 месяцам тюремного заключения. Оба мужчины были оштрафованы на 2000 ливийских динаров. Правительство Ливии заявило, что дело бизнесменов и дело Ганнибала Каддафи никак не связаны.
В феврале 2010 года приговор Рашида Хамдани был отменён ливийским апелляционным судом, а приговор Макса Гельди был сокращён до четырёх месяцев. 22 февраля ливийские власти потребовали выдачи Гельди. Полиция окружила посольство Швейцарии и пригрозила совершить обыск в здании. Ряд послов ЕС вошли в посольство Швейцарии, чтобы продемонстрировать солидарность. В конечном итоге Гельди сдался ливийской полиции и был взят под стражу. Хамдани разрешили покинуть Ливию. 24 февраля он вернулся в Швейцарию.  Гельди отбыл свой четырёхмесячный тюремный срок и 13 июня 2010 года ему разрешили вернуться домой.
Швейцарские военные разработали план спасательной операции по освобождению двух заложников. Согласно плану, швейцарские коммандос проникнут в Ливию и вырвут мужчин из тюрьмы, возможно, столкнувшись в процессе с ливийскими силами безопасности, а затем вывезут их из страны. Было рассмотрено несколько вариантов контрабанды. Одна из идей заключалась в том, чтобы вывезти их из Ливии на борту самолёта посла. Также рассматривался вопрос о их контрабанде через границу в Алжир, но от этого плана отказались после того, как правительство Алжира потребовало экстрадиции алжирских диссидентов, проживающих в Швейцарии, в обмен на сотрудничество. Другие планы предусматривали их вывоз по морю на борту подводной лодки, хотя неизвестно, откуда швейцарское правительство закупит подводную лодку, переправит их контрабандой на юг, в Нигер, используя нанятых гидов-туарегов, или вывезет их на борту небольшого самолёта. Также рассматривался вариант найма частной британской охранной компании для освобождения мужчин. Сообщается, что швейцарские силы безопасности дважды приближались к проведению операции. По словам швейцарского депутата и главы комитета по обороне швейцарского парламента Якоба Бюхлера, операция была неизбежна и могла закончиться «полной катастрофой».
В феврале 2010 года распространился спор со Швейцарией, когда Ливия отказалась выдавать въездные визы гражданам любой из стран Шенгенского соглашения, частью которого является Швейцария. Это действие, по-видимому, было предпринято в ответ на то, что Швейцария внесла в чёрный список шенгенских виз 188 высокопоставленных чиновников Ливии. Этот шаг поддержали некоторые страны Шенгенского соглашения, но Италия раскритиковала как злоупотребление системой. Италия была обеспокоена тем, как это может повлиять на её собственные дипломатические отношения с Ливией, и особенно на их совместные усилия по пресечению нелегальной иммиграции из Африки в Европу.  Официального подтверждения от самой Ливии относительно того, почему они предприняли это действие, не поступало. В результате такого запрета иностранным гражданам из некоторых стран не разрешили въезд в Ливию в аэропорту Триполи, в том числе восьми гражданам Мальты, один из которых был вынужден ждать 20 часов, прежде чем он сможет вернуться домой.  Европейская комиссия раскритиковала эти запретные действия, назвав их «непропорциональными», хотя немедленного взаимного ответа не было объявлено.
В результате дипломатического спора торговля между двумя странами серьёзно пострадала, упав почти на 40 % за первые восемь месяцев 2009 года. Швейцария традиционно отправляет в Ливию фармацевтические препараты, промышленное оборудование и часы в обмен на нефть. После запрета на строительство минаретов в Швейцарии официальный представитель правительства Ливии Мухаммед Бааю заявил, что Ливия ввела «полное» экономическое эмбарго в отношении Швейцарии, заявив, что страна будет использовать альтернативные источники для продуктов, первоначально импортированных из Швейцарии.